# Z shell
L'intèrpret d'ordres Z shell (Zsh) és una terminal d'Unix que pot ser utilitzat com un inici de sessió interactiu i com a intèrpret d'ordre per shell scripting. Zsh està estès gràcies a Bourne shell amb un gran nombre de millores, incloent algunes característiques de Bash, ksh, i tcsh.

## Origen
Paul Falstad va escriure la primera versió de Zsh l'any 1990 mentre era un estudiant a la Universitat de Princeton. El nom zsh deriva del nom del professor de Yale Zhong Shao (de qui llavors Paul Falstad n'era ajudant d'ensenyament a la Universitat de Princeton) — Paul Falstad va considerar l'usuari per identificar-se de Shao, "zsh", com un nom bo per una shell.

## Característiques
Les característiques inclouen:

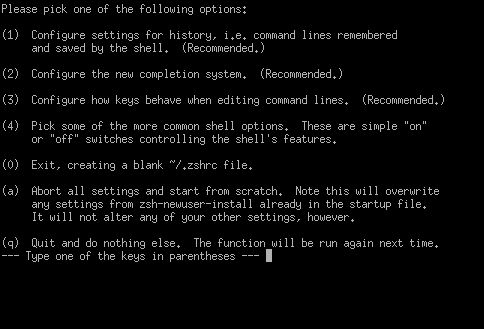
La utilitat de configuració de Z shell per a usuaris nous

- Completament de les ordres programable que pot ajudar a tot tipus d'usuari tant les opcions com pels els arguments al utilitzar ordres, amb uns quants centenars d'ordres ja preestablertes
- Compartir l'historial de totes les ordres executades
- La funció file globbing permet l'especificació del fitxer sense haver d'usar un programa extern com per exemple find
- Millorada la gestió de vector/matriu
- Edició de multi-ordres en línia en un sol buffer
- Correcció d'ortografia
- Diversos modes de compatibilitat, per exemple Zsh pot pretendre ser un Bourne shell quan s'executa /bin/sh
- Temes d'estil visual per la línia d'ordres, incloent l'habilitat de posar informació puntual a la dreta del costat de la pantalla i tenir-lo auto-ocultat quan s'escriu una ordre llarga
- Mòduls carregables, proporcionant entre altres coses: Unix i TCP, un client de FTP, i funcions de matemàtiques esteses.
- L'ordre where. Que funcionaria a l'estil de which però mostrant totes les ubicacions de l'objectiu de l'ordre especificant els directoris en $PATH i no només on s'està usant.
- Directoris anomenats. Això permet l'usuari configurar dreceres com ~mydir, la qual portaria al directori ~ tal com també ~user.

## Oh My Zsh

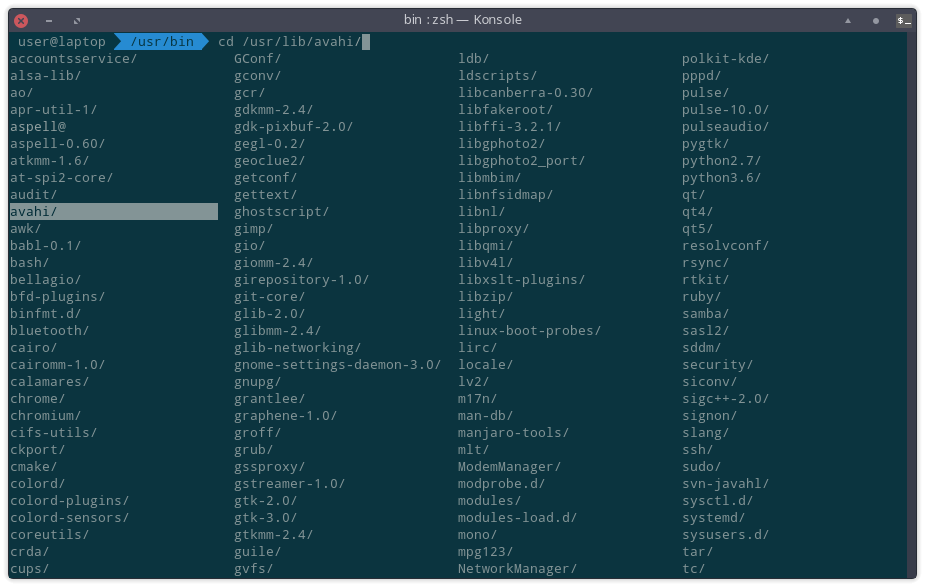
Zsh Amb Agnoster el tema que corre a l'emulador de terminal Konsole

Una pàgina web de la comunitat d'usuaris anomenada "Oh My Zsh" recull les extensions creades per tercers i els temes de Z shell. I cap el 2018, el seu dipòsit de codi a GitHub ja havia assolit els 1.000 col·laboradors, més de 200 extensions, i més de 140 temes, de qualitat variable. També contenia una eina d'auto-actualització que feia encara més fàcil instal·lar i actualitzar les extensions i temes visuals instal·lats.